# Cyaneolytta violacea
Cyaneolytta violacea là một loài bọ cánh cứng trong họ Meloidae. Loài này được Brandt & Ratzenburg miêu tả khoa học năm 1833.